# Vitis, Áo
Thaya là một đô thị thuộc huyện Waidhofen an der Thaya trong bang Niederösterreich, Áo.